# Одос
Одо́с (фр. Odos, окс. Audòs) — коммуна во Франции, находится в регионе Юг — Пиренеи. Департамент — Верхние Пиренеи. Входит в состав кантона Лалубер. Округ коммуны — Тарб.
Код INSEE коммуны — 65331.

## География
Коммуна расположена приблизительно в 660 км к югу от Парижа, в 125 км западнее Тулузы, в 4 км к югу от Тарба.
Коммуна расположена в местности Бигорр.

## Климат
Климат умеренно-океанический с солнечной тёплой погодой и обильными осадками на протяжении практически всего года.

## Население
Население коммуны на 2010 год составляло 3250 человек.
| 1962 | 1968 | 1975 | 1982 | 1990 | 1999 | 2010 |
| ---- | ---- | ---- | ---- | ---- | ---- | ---- |
| 847  | 1023 | 2222 | 2854 | 3287 | 3285 | 3250 |

## Администрация
| Период | Период | Фамилия           | Партия                         | Примечания               |
| ------ | ------ | ----------------- | ------------------------------ | ------------------------ |
| 1995   | 1997   | Морис Оллеон      | Союз за французскую демократию |                          |
| 1997   | 2008   | Жерар Буб         | Социалистическая партия        | член генерального совета |
| 2008   | 2014   | Доминик Лидар     | Союз за народное движение      |                          |
| 2014   | 2020   | Жан-Мишель Леманн |                                |                          |

## Экономика
В 2010 году среди 2040 человек трудоспособного возраста (15-64 лет) 1438 были экономически активными, 602 — неактивными (показатель активности — 70,5 %, в 1999 году было 68,9 %). Из 1438 активных жителей работали 1346 человек (679 мужчин и 667 женщин), безработных было 92 (31 мужчина и 61 женщина). Среди 602 неактивных 182 человека были учениками или студентами, 261 — пенсионерами, 159 были неактивными по другим причинам.

## Достопримечательности
- Замок Одос (XIII век). В замке несколько лет жила и умерла Маргарита Наваррская. Исторический памятник с 2006 года[4]
- Церковь Св. Георгия (XVII век)

## Фотогалерея

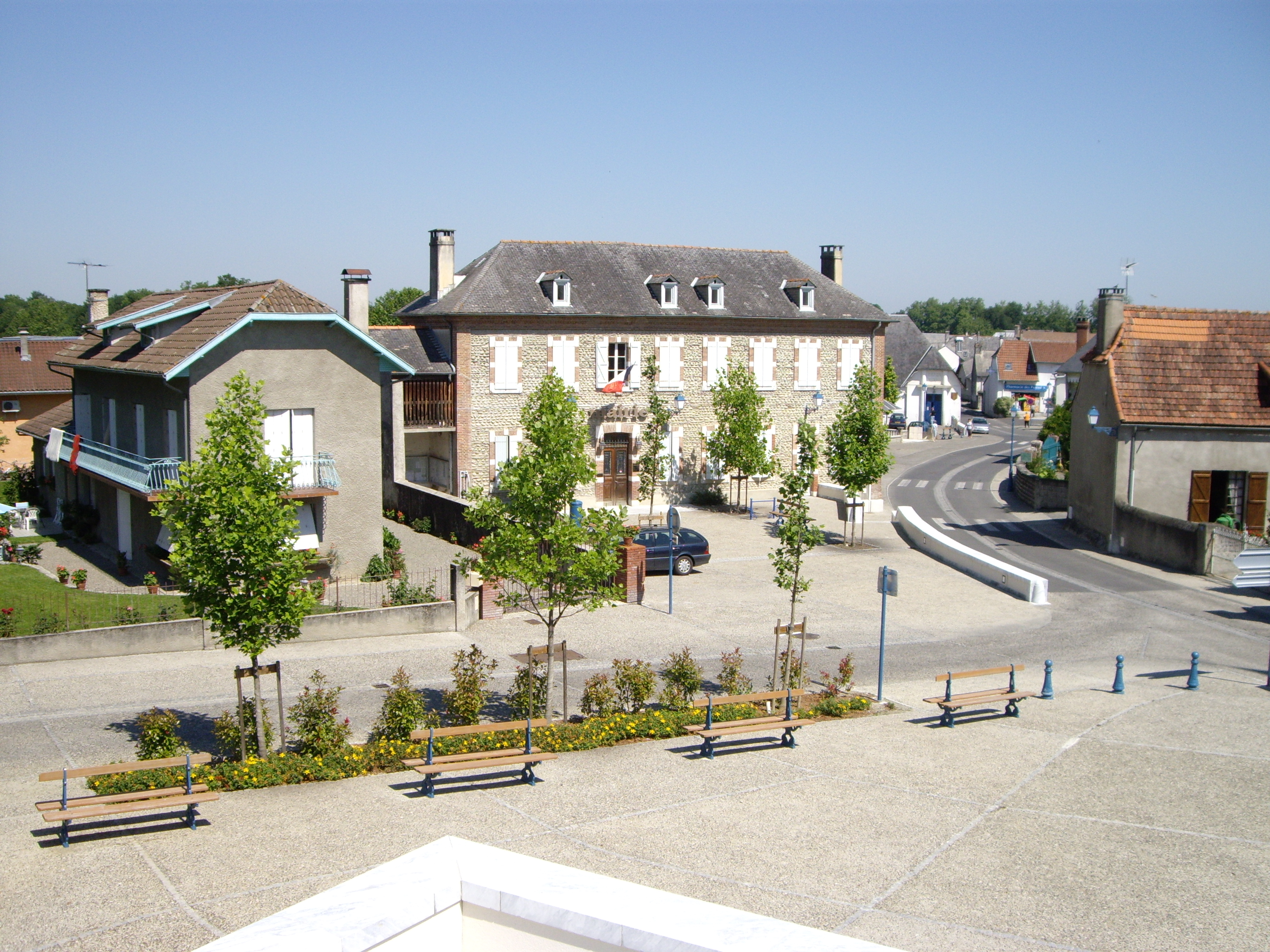
Мэрия
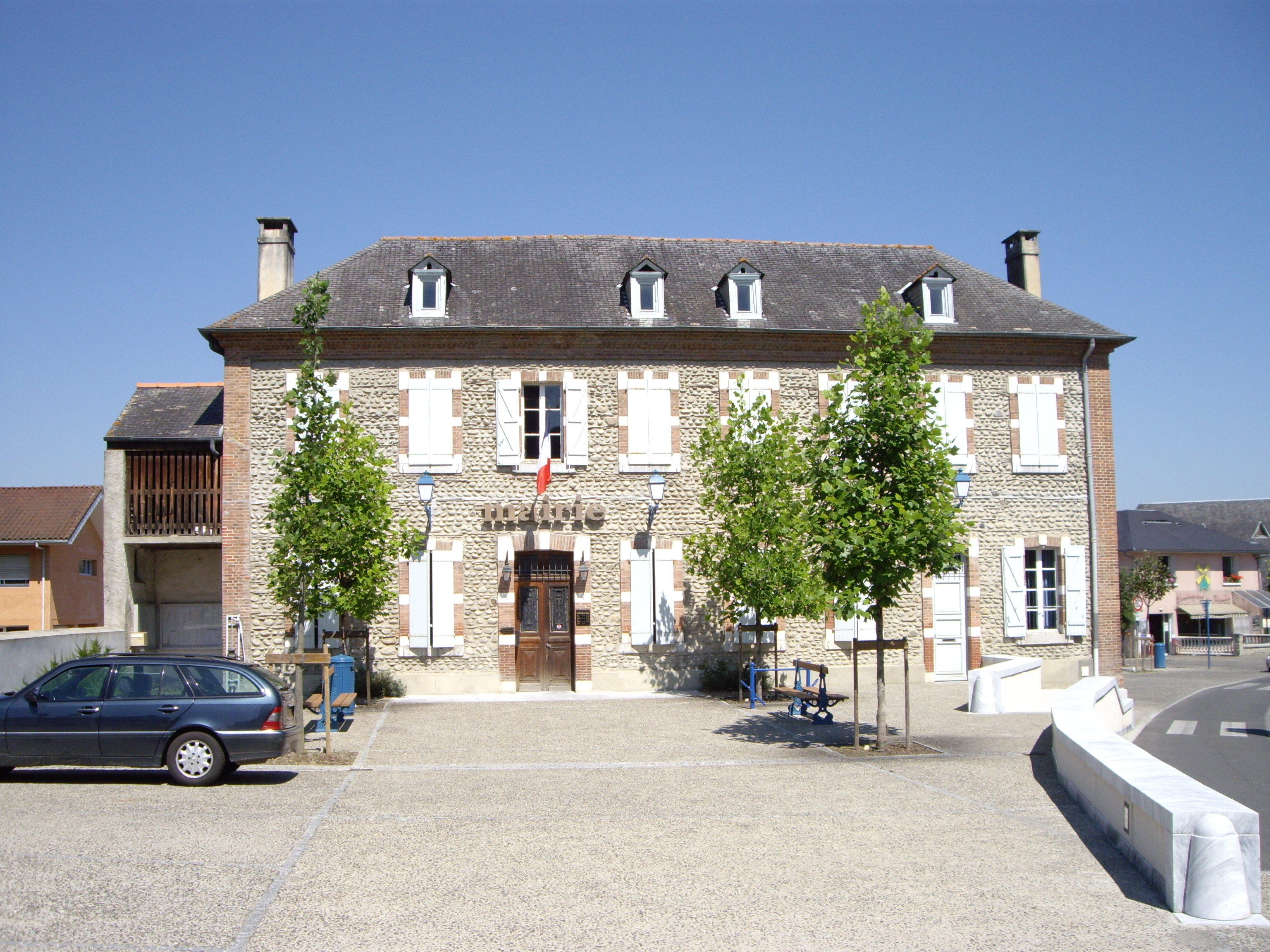
Мэрия
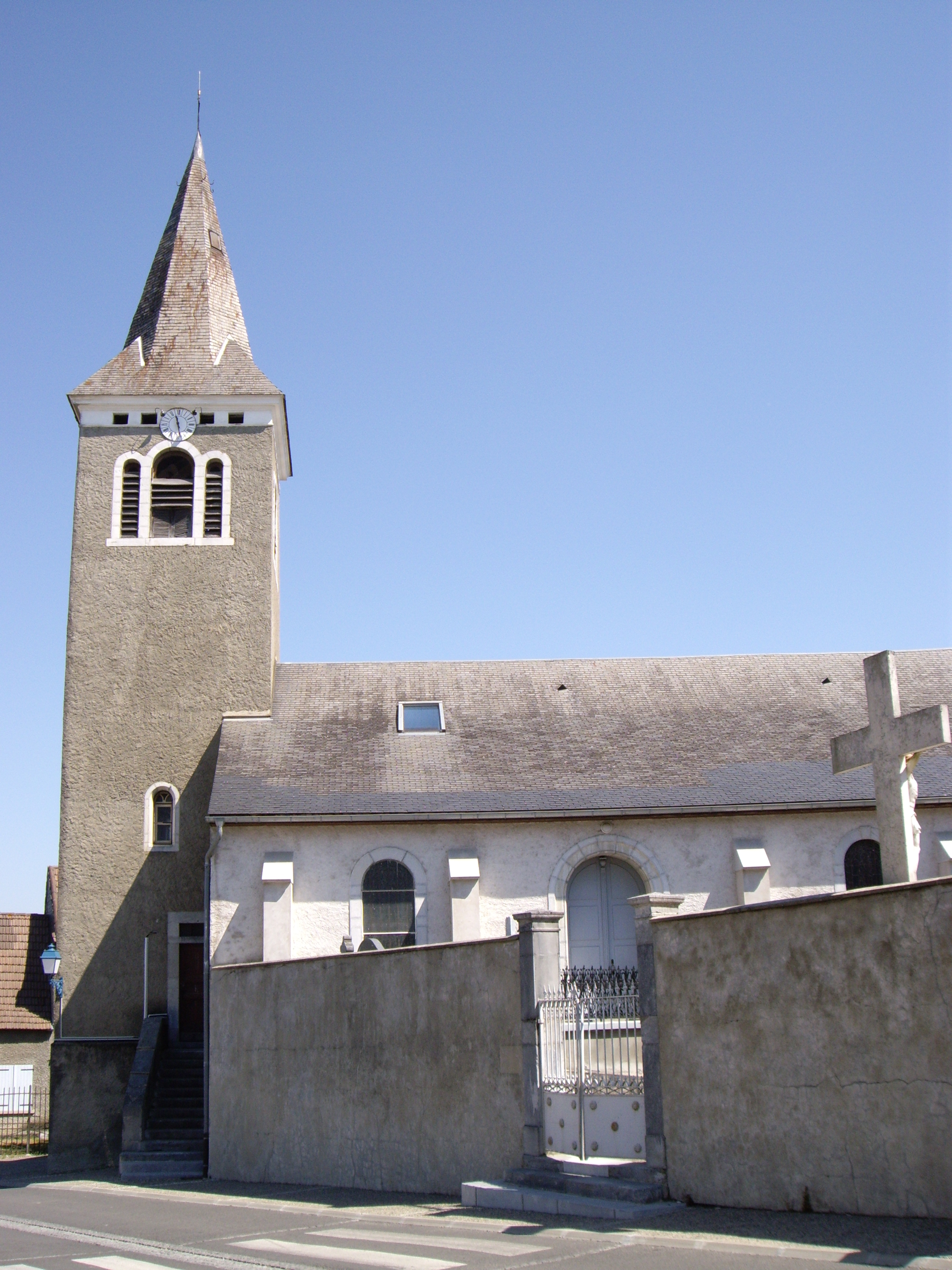
Церковь Св. Георгия
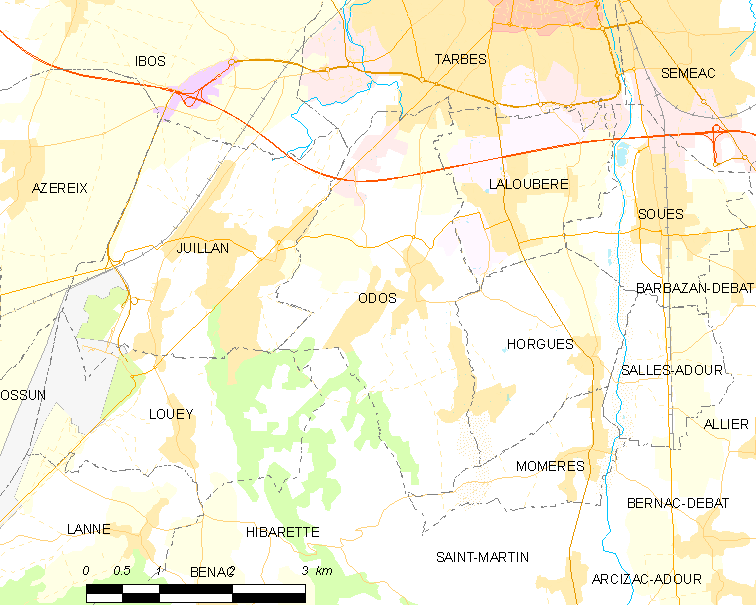
Карта коммуны